# Andrei Okunkov
Andrei Iúrievitx Okunkov (en rus: Андрей Юрьевич Окуньков) (nascut el 1969) és un matemàtic rus que treballa en representacions de grup i en les seves aplicacions a la geometria algebraica, física matemàtica, teoria de probabilitat i funcions especials.
Es va doctorar a la Universitat Estatal de Moscou el 1995, sent alumne d'Aleksandr Kirí·lov. Ha estat professor de la Universitat de Princeton des de 2002, i va anar anteriorment professor ajudant de la Universitat de Berkeley.
L'any 2006, durant el XXV Congrés Internacional de Matemàtics, celebrat a Madrid, Espanya, va rebre la Medalla Fields per "les seves contribucions a la unió entre la probabilitat, la teoria de la representació i la geometria algebraica."

## Obra
Okunkov ha treballat en camps tals com la teoria de grups simètrics infinits, les estadístiques de particions de plànols i la cohomología quàntica de l'esquema de Hilbert dels punts en un pla complex. La major part dels seus treballs sobre esquemes de Hilbert van ser realitzats en col·laboració amb Rahul Pandharipande.
Tots dos, juntament amb Nikita Nekrásov i Davesh Maulik, van formular les famoses conjectures sobre els invariants de Grómov-Witten i els invariants de Donaldson-Thomas sobre les taules.
Okunkov té, almenys, un nombre d'Erdős de tres, aconseguits a través de les successives col·laboracions de Paul Erdős amb Anatoli Vershik, aquest amb Gregori Freiman i finalment, Freiman amb Okunkov.